# Imling
Imling é uma comuna francesa na região administrativa de Grande Leste, no departamento de Mosela. Estende-se por uma área de 6,11 km². Em 2010 a comuna tinha 738 habitantes (densidade: 120,8 hab./km²).